# باب لازار
رابرت اسکات لازار (انگلیسی: Robert Scott Lazar؛ زادۀ ۲۶ ژانویه ۱۹۵۹) نظریه‌پرداز تئوری توطئه آمریکایی است. در سال ۱۹۸۹، لازار ادعا کرد که در یک پروژه محرمانه دولت آمریکا شرکت داشته که به مهندسی معکوس فناوری‌های فرازمینی مربوط می‌شده‌است؛ او همچنین مدعی شد که اسناد محرمانه دولتی را مطالعه کرده که در آنها از دخالت موجودات بیگانه در امور بشری طی ۱۰٬۰۰۰ سال گذشته سخن به میان آمده‌است. او که خود را یک فیزیک‌دان معرفی می‌کند، ظاهراً در یک پایگاه محرمانه در نزدیکی تأسیسات نیروی هوایی ایالات متحده - که به‌طور رسمی با نام منطقه ۵۱ شناخته می‌شود - کار کرده‌است.
لازار هیچ مدرکی درباره وجود حیات یا فناوری بیگانه ارائه نکرده است و ادعاهای او درباره سوابق تحصیلی و شغلی‌اش پر از جعل و نادرستی هستند. او همچنین دارای چند محکومیت کیفری است: در سال ۱۹۹۰ به‌دلیل مشارکت در یک شبکه فحشا محکوم شد و بار دیگر در سال ۲۰۰۶ به‌خاطر فروش مواد شیمیایی غیرقانونی، علاوه‌بر رد شدن از سوی شک‌گرایان، برخی از یوفولوژیست‌ها نیز او را طرد کرده‌اند.